# Adhamjon Ochilov
Adhamjon Ochilov (ur. 7 kwietnia 1976) – uzbecki zapaśnik w stylu wolnym. Dwukrotny olimpijczyk. Siódmy na igrzyskach w Atlancie 1996 i szósty w Sydney 2000.

## Kariera sportowa
Sześciokrotny uczestnik mistrzostw świata, srebrny medal w 1999. Szósty na igrzyskach azjatyckich w 1998. Srebrny medal na igrzyskach Centralnej Azji w 1995. Zdobył cztery medale w mistrzostwach Azji, złote medale w 1996 i 2004. Drugi w Pucharze Świata w 1996, 2001 i 2007; trzeci w 2005 i trzeci w drużynie w 2008. Trzeci na wojskowych igrzyskach w 2007 i pierwszy na mistrzostwach w 2008 roku.